# 卡瓦克 (薩姆松省)
卡瓦克是土耳其的城鎮，由薩姆松省負責管轄，位於該國北部，距離首府薩姆松51公里，海拔高度600米，主要經濟活動是農業和畜牧業，2011年人口8,582。
41°04′25″N 36°02′25″E / 41.07361°N 36.04028°E